# Jacob Lorhard
Jacob Lorhard (lateinisch Jacobus Lorhardus; * 1561 in Münsingen; † 19. Mai 1609) war ein deutscher Pädagoge und Philosoph. Sein Hauptbetätigungsfeld lag in der Metaphysik. Bereits zu Lebzeiten erlangte Lorhard weit über die deutschsprachigen Grenzen Bekanntheit – über sein Leben ist dennoch nicht mehr viel bekannt.

## Studium und Lehre
Sein Studium absolvierte Lorhard in Tübingen, wo er 1592 mit der Abhandlung Disputatio de vera et Aristotelica methodo demonstrandi promovierte. Dort unterrichtete er u. a. als junger Dozent auch den rund zehn Jahre jüngeren Johannes Kepler.
Die Methode der diagrammatischen Repräsentation geht auf ihn zurück. Auch war er einer der ersten, den Begriff Ontologie zu verwenden.

## Werke
- Disputatio de vera et Aristotelica methodo demonstrandi, Dissertation. Tubingae [in Tübingen]: Gruppenbach, 1595. OCLC 245988900
- Liber de adeptione veri necessarii seu apodictici ..., Tubingae, 1597. OCLC 22740196
- Ogdoas Scholastica continens Diagraphen Typicam Artium Grammatices (Latinae, Graecae), Logices, Rhetorices, Astronomices, Ethices, Physices, Metaphysices, seu Ontologiae, Sangalli [in St. Gallen]: Apud Georgium Straub [bei Georgius Straub], 1606. OCLC 41227134
- Theatrum Philosophicum: In quo Artium ac Disciplinarum Philosophicarum plerumq; [= plerumque] omnium, Grammatices Latinae, Graecae, & Hebraeae; Logices; Rhetorices; Arithmetices; Geometriae; Musices; Astronomices; Ethices; Physices; Metaphysices, Basileae, 1613. OCLC 186897020 (zweite Ausgabe der 'Ogdoas Scholastica')